# Demokráciavédelmi Bizottság

Demokráciavédelmi Bizottság (lengyelül Komitet Obrony Demokracji (KOD)) lengyelországi civil szervezet.

## Története
Mateusz Kijówski alapította a szervezetet a 2015 novemberében Lengyelországban. A 2015 októberi lengyelországi parlamenti választásokat a Jog és Igazságosság (Prawo i Sprawiedliwość, PiS) nyerte meg. A rendszerváltás óta eltelt időben először fordult elő, hogy egy párt egymaga abszolút többséget szerzett volna Lengyelországban a parlamenti választásokon, és ezzel egy időben a köztársasági elnöki pozíciót ők töltötték volna be. Az új kormány intézkedései következtében alapította meg Mateusz Kijówski a Demokráciavédelmi Bizottságot, és szervezett demonstrációkat ezen intézkedések elleni tiltakozásra.